# Колбишево
Колбишево (рос. Колбышево) — присілок у Большереченському районі Омської області Російської Федерації.
Належить до муніципального утворення Євгащинське сільське поселення. Населення становить 253 особи.

## Історія
Згідно із законом від 30 липня 2004 року органом місцевого самоврядування є Євгащинське сільське поселення.

## Населення
| 1926 | 2002 | 2010 |
| ---- | ---- | ---- |
| 514  | ↘283 | ↘253 |